# العلاقات الفلسطينية الهندوراسية
العلاقات الفلسطينية الهندوراسية هي العلاقات الدولية بين دولة فلسطين وجمهورية هندوراس. قد اعترفت هندوراس بدولة فلسطين في عام 2011، وهي خطوة في تناقض حاد مع إرث طويل الأمد من الصلات الوثيقة بين حكومات هندوراس المتعاقبة وإسرائيل.

## التاريخ
لدى هندوراس أكبر جالية فلسطينية في أمريكا اللاتينية، بعد تشيلي.
تعود أول حالة مسجلة لمهاجر فلسطيني إلى هندوراس إلى عام 1899. وحدثت أكبر موجة هجرة فلسطينية إلى هندوراس في الفترة ما بين عامي 1922 و1931. العديد من المهاجرين جاؤوا من بيت لحم، وبيت جالا أو بيت ساحور. ومعظم المهاجرين الفلسطينيين إلى هندوراس هم من الروم الأرثوذكس. وكان هناك أيضًا مهاجرون موارنة وروم كاثوليك. وكانت أقلية (نحو 15–20% في مرحلة ما) من المسلمين. ومع ذلك، تبنّى فيما بعد أغلب أحفاد المهاجرين الأرثدوكسيين الكاثوليكية فيما بعد.
في عام 1947، امتنعت هندوراس عن التصويت على تقسيم فلسطين في الجمعية العامة للأمم المتحدة.
أصبح العديد من المنحدرين من أصل فلسطيني يشغلون مناصب هامة في المجتمع الهندوراسي. سليل فلسطينيّ، كارلوس روبرتو فلوريس، انتخب رئيسا لهندوراس في عام 1998.
في 10 مايو 2013، أقامت هندوراس وفلسطين علاقات دبلوماسية في حفل في تيغوسيغالبا حضره وزراء خارجية كلا البلدين، ميرييا أغويرو، ورياض المالكي. كما التقى المالكي مع رئيس هندوراس بورفيريو لوبو في القصر الرئاسي. وقدم محمد سعدات، سفير فلسطين، أوراق اعتماده في 13 سبتمبر 2013.
في 24 يونيو 2021، أدانت وزارة الخارجية والمغتربين الفلسطينية قرار هندوراس بنقل سفارتها لدى إسرائيل إلى مدينة القدس وافتتاح مبنى السفارة بمشاركة رئيس هندوراس.
في 8 أغسطس 2022، التقى وزير الخارجية والمغتربين رياض المالكي مع وزير خارجية جمهورية هندوراس إدواردو انريكي بيرينا خلال مشاركته في حفل تنصيب الرئيس الكولومبي الجديد غوستافو بيترو. حيث ناقشا العلاقات الثنائية بين البلدين، وطالبه المالكي بإعادة نقل سفارتهم لدى إسرائيل من القدس إلى تل أبيب، الذي وعده بدراسة جادة للموضوع احترامًا للقانون الدولي وقرارات الأمم المتحدة، كما أن هنالك نية لدى هندوراس بافتتاح ممثلية لها لدى فلسطين لكثرة حاملي الجنسية الهندوراسية من الفلسطينيين.
في 4 يونيو 2024، التقى رياض المالكي المبعوث الخاص للرئيس الفلسطيني والمستشار لشؤون العلاقات الدولية في حفل تنصيب رئيس السلفادور المنتخب نجيب بقيلة برئيسة جمهورية هندوراس زيومارا كاسترو وقد ناقشا العلاقات بين البلدين والحرب الإسرائيلية على غزة. طلب المالكي اتخاذ إجراءات فورية لنقل سفارة هندوراس لدى إسرائيل من القدس إلى تل أبيب. لاحقًا أعطت كاسترو تعليماتها لوزير خارجية هندوراس بتنفيذ الطلب. كما توافق الطرفان على افتتاح سفارة لدولة فلسطين في العاصمة تيغوسيغالبا عند انتهاء إجراءات نقل السفارة، وتعزيز العلاقات الثنائية نظرًا لوجود أكثر من 150 ألف مواطن في هندوراس من أصول فلسطينية.
في 3 فبراير 2025، عينت هندوراس نيقولا خميس قنصلاً فخرياً لجمهورية هندوراس لدى دولة فلسطين.